# Леонтий Берски и Негушки
Леонтий (на гръцки: Λεόντιος, Леонтиос) е православен духовник, митрополит на Вселенската патриаршия.

## Биография
Леонтий вероятно е избран за берски и негушки митрополит в Бер в 1705 година. В 1715 година е изобразен от йеромонаха Константин на иконата на Светите Апостоли Петър и Павел в берската катедрала. Изрисуван е като коленичил човек с черна брада.